# Pico Musuan
Pico Musuan o monte Musuan (a veces monte Calayo literalmente "montaña de Fuego") es un volcán activo en la isla de Mindanao al sur de las Filipinas. Se localiza a 4,5 kilómetros al sur de la ciudad de Valencia, en la provincia de Bukidnon, y 81 km al sureste de la ciudad de Cagayán de Oro.
Musuan es un domo de lava y un cono de toba. Tiene una elevación de 646 m s. n. m., y un diámetro de base de 3 km.